# Rotonda del Brunelleschi
La Rotonda del Brunelleschi è un edificio monumentale di Firenze.
Dal 2023, la Rotonda ospita il museo di storia medicea della città, il Museo de' Medici.

## Storia

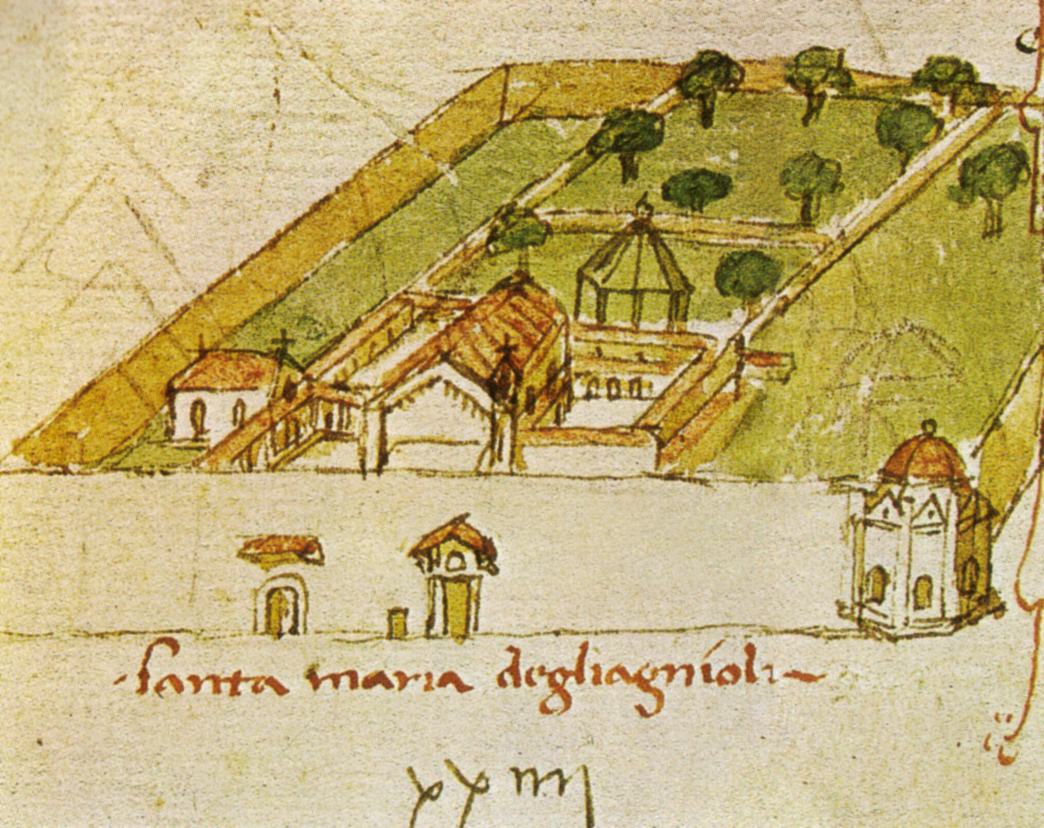
Santa Maria degli Angeli e il "Castellaccio" sul Codice Rustici, prima metà del XV secolo

Fu progettata nel 1434 da Filippo Brunelleschi come studio di edificio a pianta centrale, con forma ottagonale all'interno e con sedici facciate all'esterno. La commissionarono gli eredi del celebre Filippo degli Scolari, detto Pippo Spano, che alla sua morte nel 1426 lasciò 5.000 fiorini d'oro all'Arte dei Mercatanti di Calimala, per far costruire una chiesa camaldolese, dedicata alla Vergine e ai dodici Apostoli. Il famoso condottiero fiorentino era stato arruolato nell'esercito del re d'Ungheria e imperatore Sigismondo che, per ricompensarlo delle vittorie contro i Turchi gli dette onori e ricchezze, il titolo di conte e quello di Spano (generale) delle armate reali e imperiali di Sigismondo.

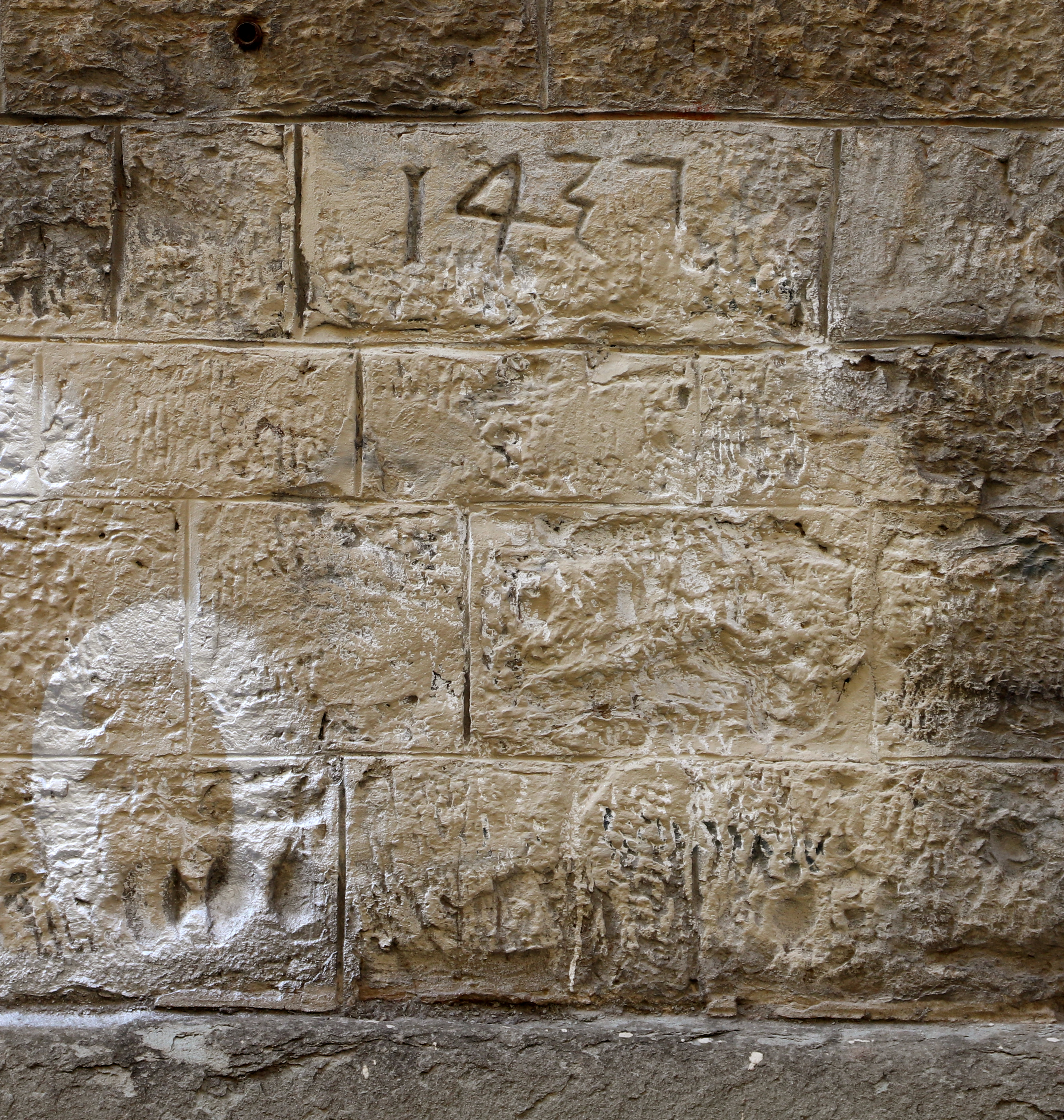
La data 1437 nella muratura

Curarono la costruzione il fratello di Filippo Matteo degli Scolari, cavaliere e governatore di Serbia, e il cugino Andrea, vescovo di Gran Varadino (città ungherese, oggi parte dell'attuale Romania, legata al culto di San Ladislao e luogo di sepoltura dell'imperatore Sigismondo), entrambi dalle riuscite carriere nate grazie alla fortunata avventura ungherese di "Pippo". Venne quindi deciso di aggiungere una cappella esterna al camaldolese monastero di Santa Maria degli Angeli, che all'epoca era un importante centro culturale, grazie al priore Ambrogio Traversari che era diventato nel 1436 priore generale dell'ordine, e grazie alle frequentazioni di intellettuali quali Coluccio Salutati, Leonardo Bruni, Carlo Marsuppini, Niccolò Niccoli, Paolo dal Pozzo Toscanelli, Palla di Noferi Strozzi e Cosimo il Vecchio de' Medici. Al progetto contribuì poi anche il lascito di Matteo, nel frattempo deceduto, per arrivare a circa 5000 fiorini.
L'esecuzione del progetto venne interrotta, perché la Repubblica requisì il lascito per sopperire alle spese della guerra contro Lucca (dal 1437), rimase il rudere alto circa sette metri, che fu poi chiamato dal popolo il Castellaccio. Esso era inserito nel muro di confine dell'orto del monastero, finché non venne coperto con un tetto.
Le mura vennero coperte con un tetto nel XVII secolo e nel XIX secolo si costruirono sopra alcune stanze e il locale servì come studio allo scultore Enrico Pazzi. Fu ristrutturata da Rodolfo Sabatini solo nel 1937 seguendo il disegno del suo ideatore ma senza riuscire a dare un aspetto unitario all'edificio, che rimane comunque diviso in parte bassa con i tipici costoloni in pietra serena, e parte alta senza decorazioni. La scelta operata dal progettista fu quella di completare le strutture rinascimentali con una nuova porzione dal linguaggio asciutto e più legato alla contemporaneità - coprendo l'aula in assoluta autonomia, così da non turbare l'architettura brunelleschiana con eccessivi contrasti. Ha ospitato a lungo le aule del Centro linguistico d'Ateneo, oggi spostate in via degli Alfani. Dal 2023, la Rotonda ospita il museo di storia medicea della città, il Museo de' Medici.

## Descrizione

### Il progetto di Brunelleschi

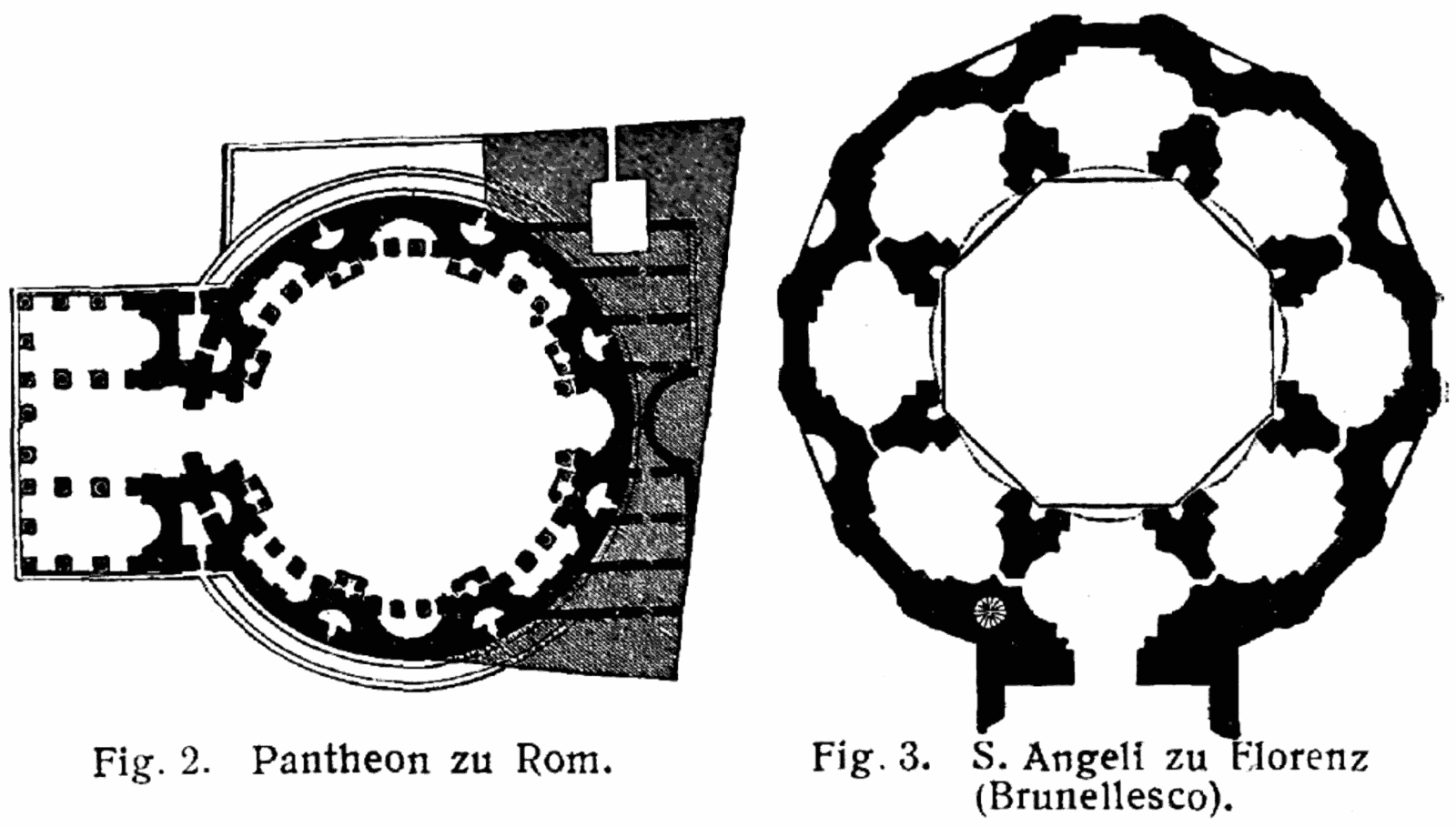
Pianta della Rotonda (a destra) confrontata con quella del Pantheon (a sinistra)

La rotonda di Santa Maria degli Angeli, che richiama certe forme di Santo Stefano Rotondo (all'epoca chiesa nazionale ungherese in Roma), è l'unico edificio a pianta centrale progettato da Brunelleschi senza doversi misurare con strutture continue. Dell'assetto originario resta, tra le varie testimonianze, un disegno abbastanza fedele di Giuliano da Sangallo (Biblioteca Vaticana, Cod. Lat. Barb. 4424, c. 17v.), che mostra un impianto a simmetria raggiata con asse verticale. Non si conosce una fonte di ispirazione precisa, a parte alcune affinità con edifici romani come il cosiddetto tempio di Minerva Medica. 
La pianta è ottagonale e su ciascun lato si apre una cappella, circondata attorno all'aula centrale da arcate e lesene in pietra serena. L'altare doveva trovarsi probabilmente al centro, coperto da una cupola. Ciascuna cappella, di forma quadrata con due nicchie ai lati che la facevano sembrare ellittica, aveva una parete piana verso l'esterno, mentre negli spazi dei pilastri erano tagliate nicchie esterne forse destinate ad essere decorate da statue. Le nicchie interne dovevano essere in comunicazione l'una con l'altra, in modo da generare un andamento circolare dello spazio. 
La riflessione sulla pianta centrale della Rotonda nacque più o meno in contemporanea con la progettazione di Santo Spirito e delle Tribune morte della Cupola di Santa Maria del Fiore. Nel 1444 le fonti riportano come il maestro fornì l'idea per la rotonda della basilica della Santissima Annunziata a Firenze, affidata poi a Michelozzo che la ridisegnò. 
Il genere della rotonda, inaugurato da Brunelleschi, ebbe particolare fortuna dalla fine del XV secolo fino alla metà del XVI, ispirando numerosi architetti e ponendosi come momento iniziale della riflessione rinascimentale sulla pianta centrale. La pianta disegnata da Giuliano da Sangallo sul suo taccuino fu copiata da Leonardo da Vinci all'epoca del viaggio di quest'ultimo a Milano. Tra i disegni architettonici leonardiani del periodo milanese, che influenzeranno anche Bramante e tra cui spiccano le immagini di chiese a pianta centrale circondate da cappelle radiali, si trova un progetto per una chiesa a pianta ottagonale circondata da cappelle (Institut de France, Manoscritto B, c. 95r.) molto simile alla Rotonda brunelleschiana.

### Simbologia
Sulla sommità dell'edificio ci sono otto oculi di forma circolare chiusi da vetrate policrome che riproducono, a partire da quella posta sopra il corridoio che la unisce al resto della casa del Mutilato e andando verso via del Castellaccio, i seguenti simboli civili e militari:
1. Associazione Nazionale fra Mutilati ed Invalidi di Guerra (ANMIG) (tre pugnali all'interno di una corona di spine);
2. Arma di artiglieria del Regio Esercito (bocca da fuoco sormontata da una bomba con fiamma);
3. Legione (labaro nero);
4. Arma del genio del Regio Esercito (in primo piano sono presenti due vanghe e un'ascia che incrociano un piccone e sullo sfondo si vedono tre pali lignei telegrafici);
5. Arma di fanteria del Regio Esercito (simbolo simile a quello presente sulla facciata della casa del Mutilato su piazza Brunelleschi, in cui c'è un fucile disposto a croce);
6. Regia Aeronautica (tre aquile, disposte una sopra l'altra, che stanno volando verso l'alto);
7. Arma di cavalleria del Regio Esercito (quattro lance lunghe con delle bandierine nella parte superiore);
8. Regia Marina (ancora con parte inferiore inserita nell'acqua).[4]

### Il completamento moderno

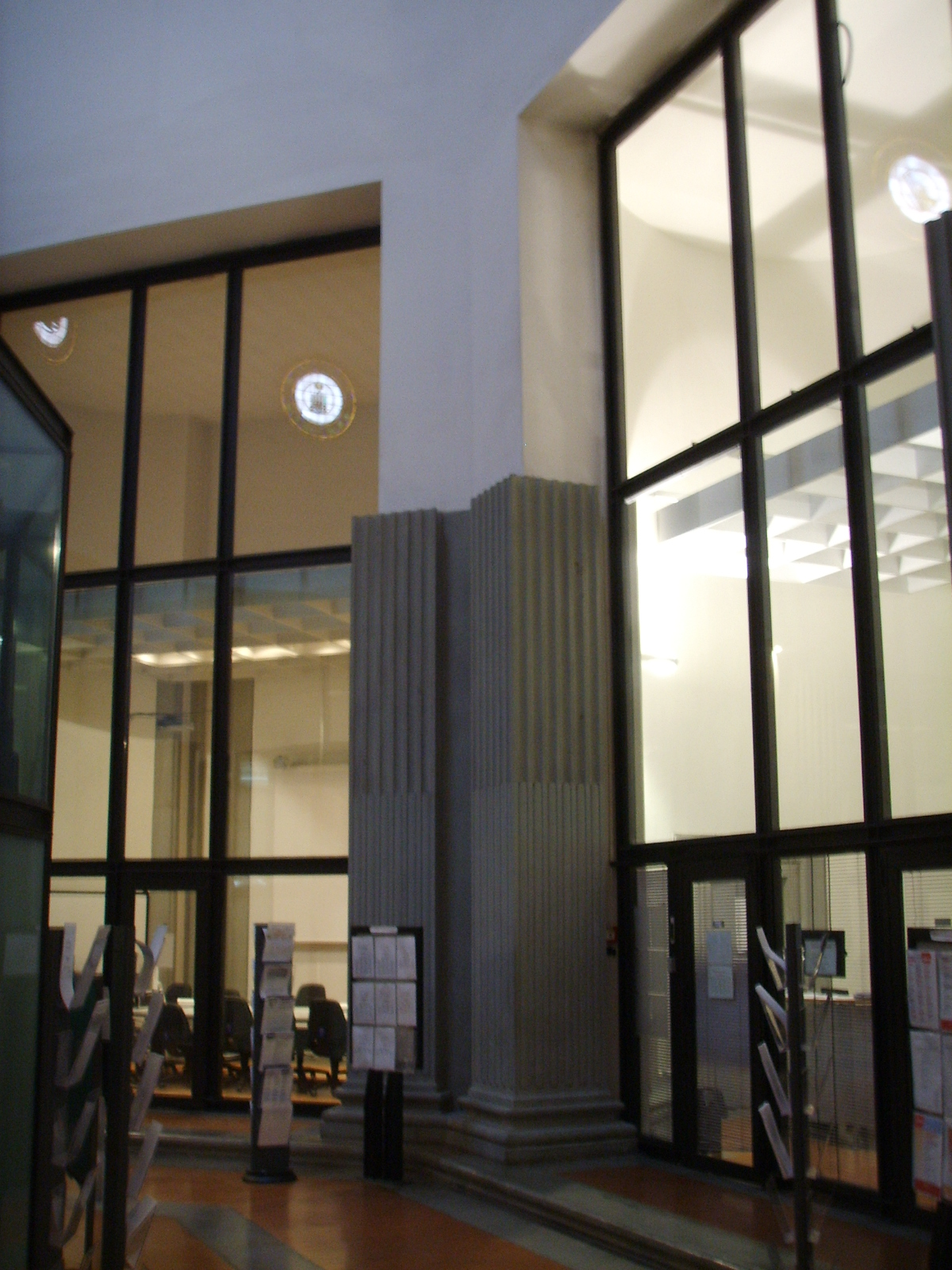
Interno

Oggi nella Rotonda la matrice geometrica ottagonale dell'impianto originario viene enfatizzata tramite la sovrapposizione al volume in pietra di una cornice e di un tamburo semplicemente intonacati: su ciascuno degli otto lati del tamburo si apre un occhio con cornice in mattoni, mentre al centro della copertura è posto, lievemente rialzato, un lucernario, anch'esso ottagonale.